# Théorème de Schwarz
Pour les articles homonymes, voir Schwarz.
Ne doit pas être confondu avec Lemme de Schwarz.
Le théorème de Schwarz ou de Clairaut est un théorème d'analyse portant sur les dérivées partielles secondes d'une fonction de plusieurs variables. Sous certaines hypothèses, il dit que l'ordre des deux dérivations : dériver par rapport à la variable y d'abord, puis par rapport à une variable x revient au même que dériver par rapport à la variable x d'abord puis par rapport à la variable y. Autrement dit :
{\displaystyle {\frac {\partial }{\partial x}}\left({\frac {\partial f}{\partial y}}\right)(a)={\frac {\partial }{\partial y}}\left({\frac {\partial f}{\partial x}}\right)(a)}
Il apparaît pour la première fois dans un cours de calcul différentiel donné par Weierstrass en 1861[réf. nécessaire] auquel assistait alors Hermann Schwarz à Berlin.

## Énoncé
Théorème de Schwarz, — 
Soient E et F deux espaces vectoriels normés, U un ouvert de E, et f : U → F une application deux fois  différentiable en un point a de U. Alors, l'application bilinéaire d2fa : E×E → F est symétrique.
Corollaire — Soit f une fonction à valeurs réelles définie sur un ouvert de ℝn. Si f est deux fois différentiable en un point, alors sa matrice hessienne en ce point est symétrique.
La symétrie de la hessienne signifie que le résultat d'une dérivation partielle à l'ordre 2 par rapport à deux variables ne dépend pas de l'ordre dans lequel se fait la dérivation par rapport à ces deux variables :
Ce théorème est parfois appelé par les anglophones « Young's theorem » (théorème de Young), nom qui désigne également une extension aux dérivées d'ordre supérieur.

## Un contre-exemple

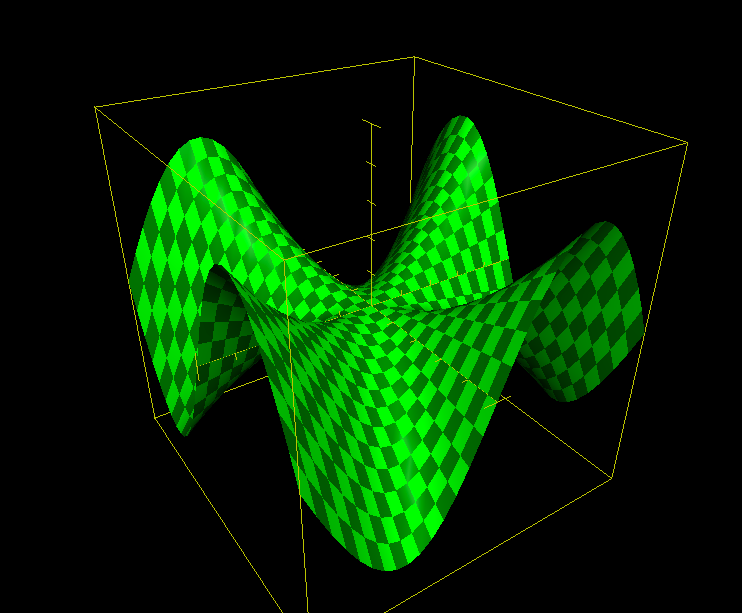
La fonction f ne possède pas de dérivée seconde en (0, 0).

Le résultat ci-dessus peut tomber en défaut lorsque les hypothèses ne sont pas vérifiées. Un premier contre-exemple, assez compliqué, a été donné par Schwarz lui-même en 1873[réf. nécessaire]. Un deuxième contre-exemple, plus simple, est proposé par Peano en 1884. Il s'agit de la fonction définie par : 
qui vérifie

## Application aux formes différentielles
Considérons, en dimension 2, la 1-forme différentielle exacte suivante, où f est de classe C2 :
Alors,
En appliquant le théorème de Schwarz, on en déduit :
Ceci est donc une condition nécessaire d'exactitude de la forme différentielle. Une forme différentielle vérifiant cette condition nécessaire est dite fermée.
Plus généralement, en dimension n :

toute forme exacte de classe C1 est fermée,
ce qui, dans le cas particulier d'une 1-forme ω, s'écrit :
{\displaystyle {\text{si }}\omega =\mathrm {d} f{\text{ alors }}\mathrm {d} \omega :=\sum _{i<j}\left({\frac {\partial \omega _{j}}{\partial x_{i}}}-{\frac {\partial \omega _{i}}{\partial x_{j}}}\right)\mathrm {d} x^{i}\wedge \mathrm {d} x^{j}=0.}